# Бригјер (Горња Гарона)
Бригјер (фр. Bruguières) насеље је и општина у јужној Француској у региону Миди Пирене, у департману Горња Гарона која припада префектури Тулуз.
По подацима из 2011. године у општини је живело 5007 становника, а густина насељености је износила 554,49 становника/km². Општина се простире на површини од 9,03 km². Налази се на средњој надморској висини од 130 метара (максималној 175 m, а минималној 116 m).
- Црква Свети Мартин
- Црква Свети Мартин

## Демографија
| 1962. | 1968. | 1975. | 1982. | 1990. | 1999. | 2011. |
| ----- | ----- | ----- | ----- | ----- | ----- | ----- |
| 813   | 1.169 | 1.726 | 2.524 | 3.056 | 3.862 | 5.007 |

График промене броја становника у току последњих година